# (33563) 1999 JV24
1999 JV24 (asteroide 33563) é um asteroide da cintura principal. Possui uma excentricidade de 0.04551050 e uma inclinação de 15.33173º.
Este asteroide foi descoberto no dia 10 de maio de 1999 por LINEAR em Socorro.